# 阿尔默内什堡
阿尔默内什堡（法語：Le Château-d'Almenêches，法語發音：[lə ʃato dalmənɛʃ] ⓘ，意即为“阿尔默内什的城堡”）是法国奥恩省的一个市镇，属于阿让唐区。

## 地理
阿尔默内什堡（48°40'45"N, 0°7'19"E）面积10.76 平方千米，位于法国诺曼底大区奧恩省，该省份为法国西北部内陆省份，北起顺时针与卡爾瓦多斯省、厄尔省、厄尔-卢瓦省、萨尔特省、马耶讷省和芒什省接壤。
与阿尔默内什堡接壤的市镇（或旧市镇、城区）包括：阿尔默内什、马塞、梅达维、莫尔特雷、沙尤埃。

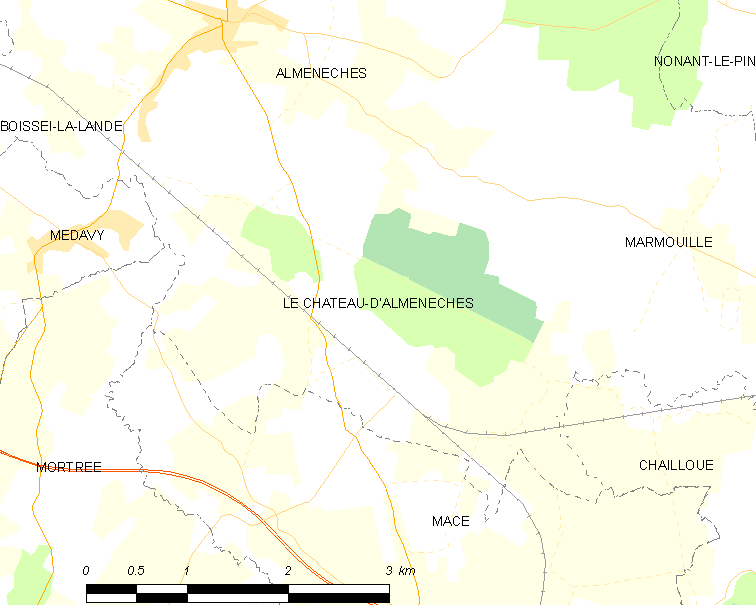
阿尔默内什堡的OSM定位图

阿尔默内什堡的时区为UTC+01:00、UTC+02:00（夏令时）。

## 行政
阿尔默内什堡的邮政编码为61570，INSEE市镇编码为61101。

## 政治
阿尔默内什堡所属的省级选区为塞镇县。

## 人口

1962-2008年间阿尔默内什堡人口变化图示

阿尔默内什堡于2022年1月1日时的人口数量为185人。